# Kuling
Kuling er et udtryk for vindstyrken målt på Beaufort-skalaen med vindhastigheder fra 13,9 m/s (28 knob) til 24,4 m/s (47 knob). Dermed er kuling kraftigere end hård vind og svagere end storm.
Der er tre grader af kuling:
- Stiv kuling er vind med hastighed fra 13,9 m/s til 17,1 m/s og niveau 7 på Beaufort-skalaen.
- Hård kuling er vind med hastighed fra 17,2 m/s til 20,7 m/s og niveau 8 på Beaufort-skalaen.
- Stormende kuling er vind med hastighed fra 20,8 m/s - 24,4 m/s og niveau 9 på Beaufort-skalaen.

## Etymologi
Ordet kuling kommer af ældre nydansk kule 'blæse kraftigt', beslægtet med kold.

## Kuling til havs
- Vindstyrke 7 (stiv kuling): Store bølger brækker op og skum føres i striber i vindens retning.
- Vindstyrke 8 (hård kuling): Moderate høje bølger hvor bølgekammene brydes til skumsprøjt som føres i striber i vindens retning.
- Vindstyrke 9 (stormende kuling): Høje bølger (2.75 m) som vælter med massive skumsprøjt.